# Tokugawa Ienobu
En aquest nom japonès, el cognom és Tokugawa.
Tokugawa Ienobu (徳川 家宣) (11 de juny del 1662 - 12 de novembre del 1712) va ser el sisè shogun del shogunat Tokugawa del Japó. Era el fill gran de Tokugawa Tsunashige.
Inicialment quan el seu oncle Tokugawa Tsunayoshi es va convertir en shogun ell va ser educat per ser un daimyō el 1680 pel rōnin neoconfucionista Arai Hakuseki,el qual va ser el seu tutor i conseller personal durant la resta de la seva vida.
Va ser escollit shōgun el 1709 després de la mort del seu oncle el qual va morir sense deixar descendència.
Va reformar alguns elements de la societat japonesa, va completar la transformació del shogunat d'una institució militar a una civil. Va abolir els edictes i els lleis repressives de Tsunayoshi, va flexibilitzar la censura i eliminar els persecucions i castics cruels, reformant així el sistema judicial. Va establir l'economia amb la creació d'una moneda d'or. El 1711 va intentar crear relacions entre l'Emperador Nakamikado i la seva cort a Kyoto, va ser un dels primers a crear una relació de poders entre la noblesa i el shogunat.